# كلين بنديت
كلين بنديت (بالإنجليزية: Clean Bandit)‏ هي مجموعة الموسيقى الالكترونية بريطانية تم تأسيسها في كامبريدج، إنجلترا في عام 2009. تتكون الفرقة من كل من غرايس شاتو (بالإنجليزية: grace chatto )‏ والأخوين جاك ولوك باترسون (بالإنجليزية: jake and luke paterson)‏ , إحتلت أغنيتهم في 2011 تحت عنوان «منزل موزارت» (بالإنجليزية: mozart's house)‏ الترتيب السابع عشر في تصنيف الأغاني البريطاني.وفي جانفي يناير 2014 تصدرت أغنيتهم الترتيب البريطاني لأول مرة وذالك بأغنية راذر بي(بالإنجليزية: rather be)‏ بتأدية المغنية جيس غليان(بالإنجليزية: jess glyann)‏ في سنة 2016 ربحت نفس الأغنية جائزة الغرامي عن فئة أحسن أغنية رقص. كما انه من أهم أغانيهم راكاباي والتي تعدت مليار مشاهدة في يوتيوب.

## روابط خارجية
- كلين بنديت على موقع IMDb (الإنجليزية)
- كلين بنديت على موقع ميوزك برينز (الإنجليزية)
- كلين بنديت على موقع أول ميوزيك (الإنجليزية)
- كلين بنديت على موقع ديسكوغز (الإنجليزية)